# 五號沃爾納特鎮區 (北卡羅萊納州麥迪遜縣)
五號沃爾納特鎮區（英語：Township 5, Walnut）是位於美國北卡羅萊納州麥迪遜縣的一個鎮區。

## 地方資料
五號沃爾納特鎮區的面積為107.23平方千米，皆為陸地。根據2020年美國人口普查的數據，當地共有人口1759人，而人口密度為每平方千米16.4人。